# Ångslup

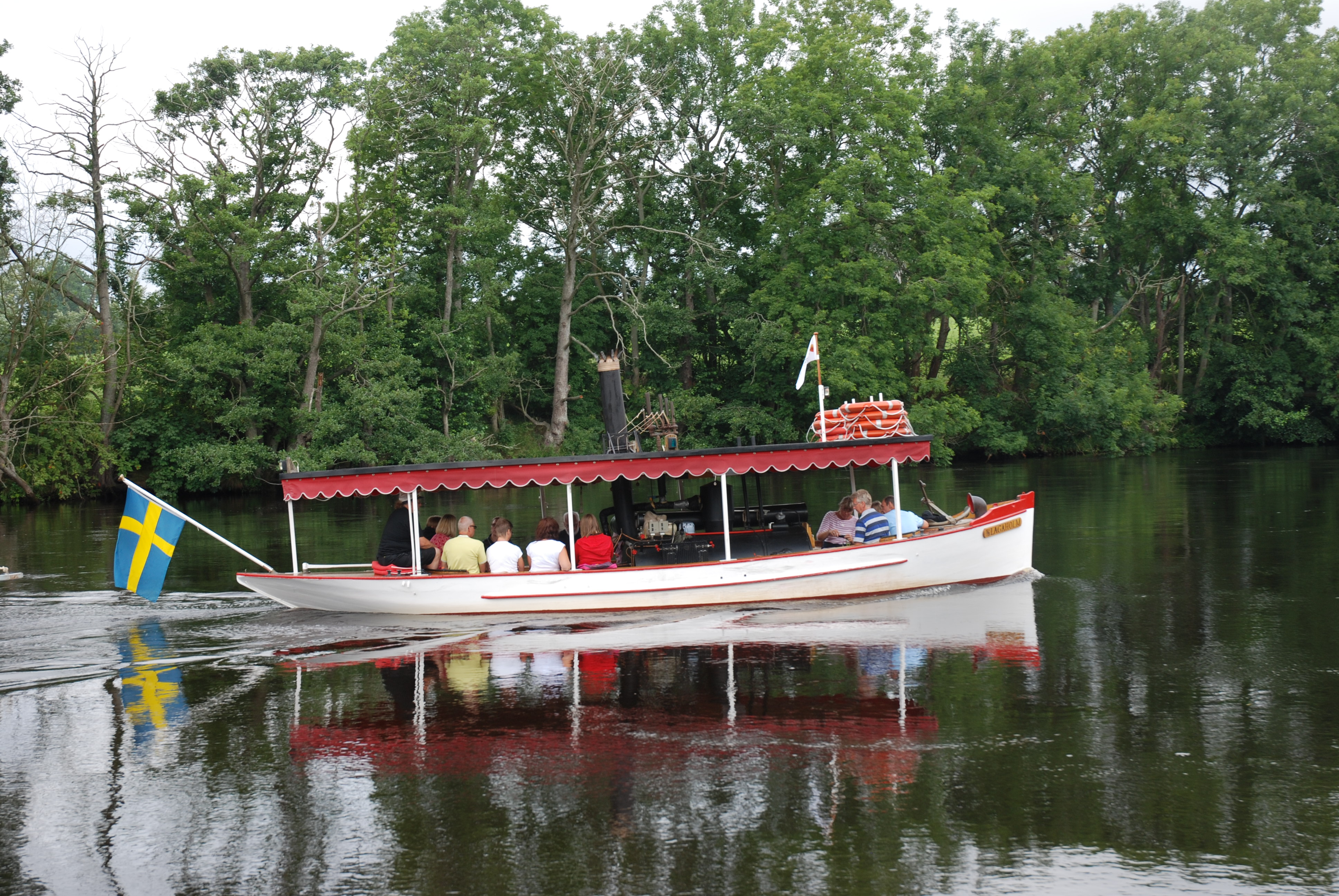
S/S Lagaholm på Lagan vid Laholm

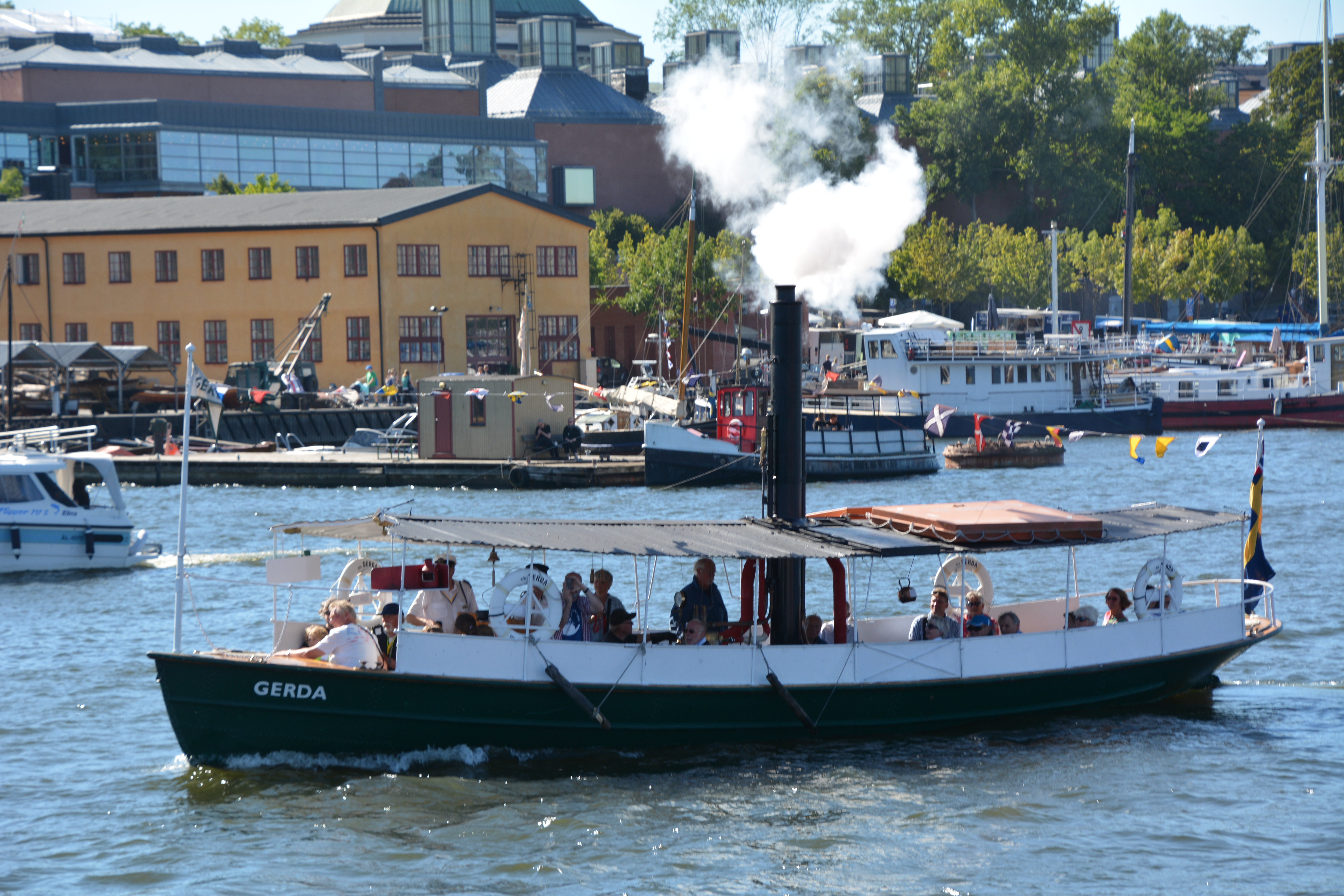
Ångslupen Gerda i Stockholm

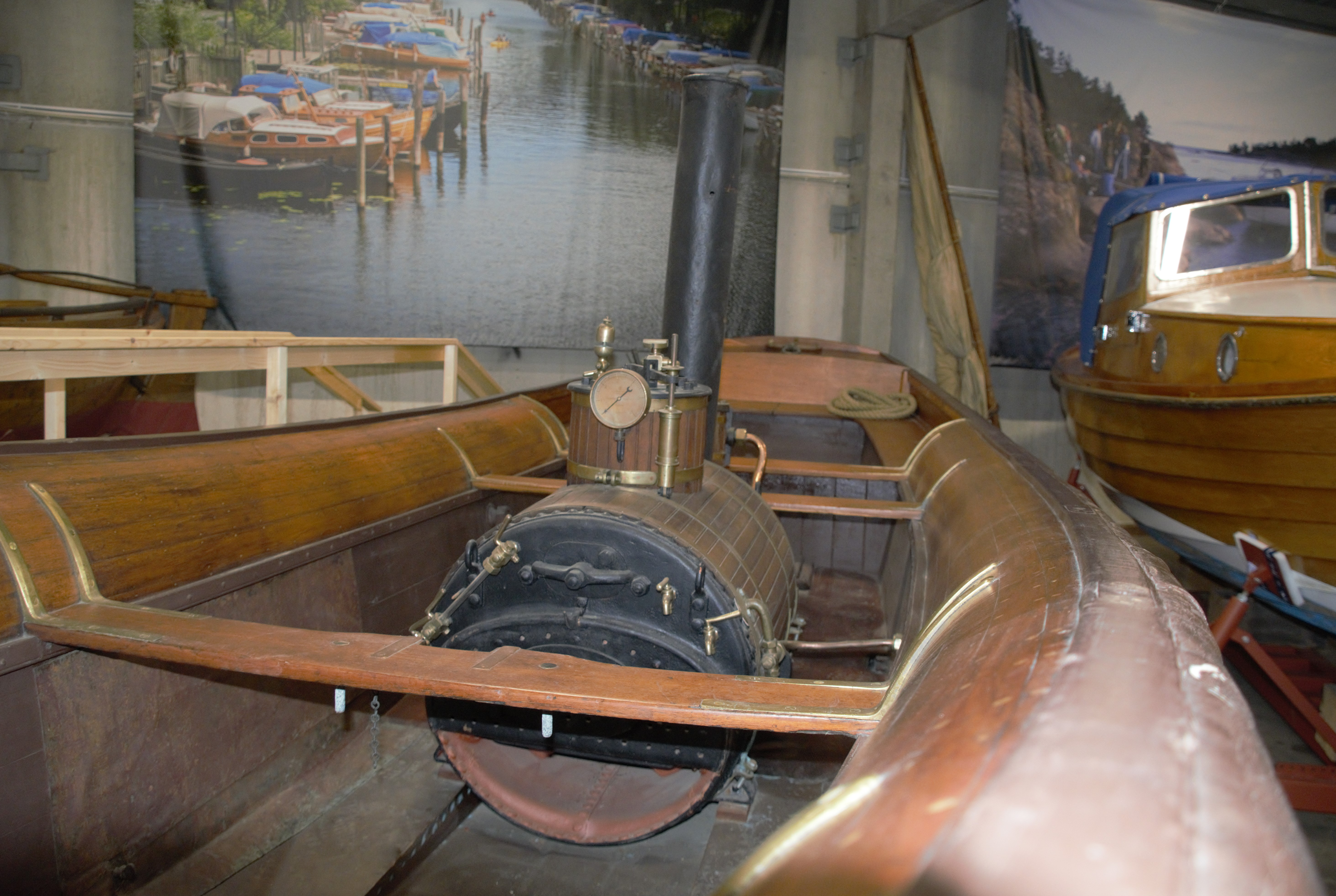
Ångslupen på polarfartyget Vega, i Båtmagasinet på Rindö, tillverkades 1872 av J. Samuel White & Company

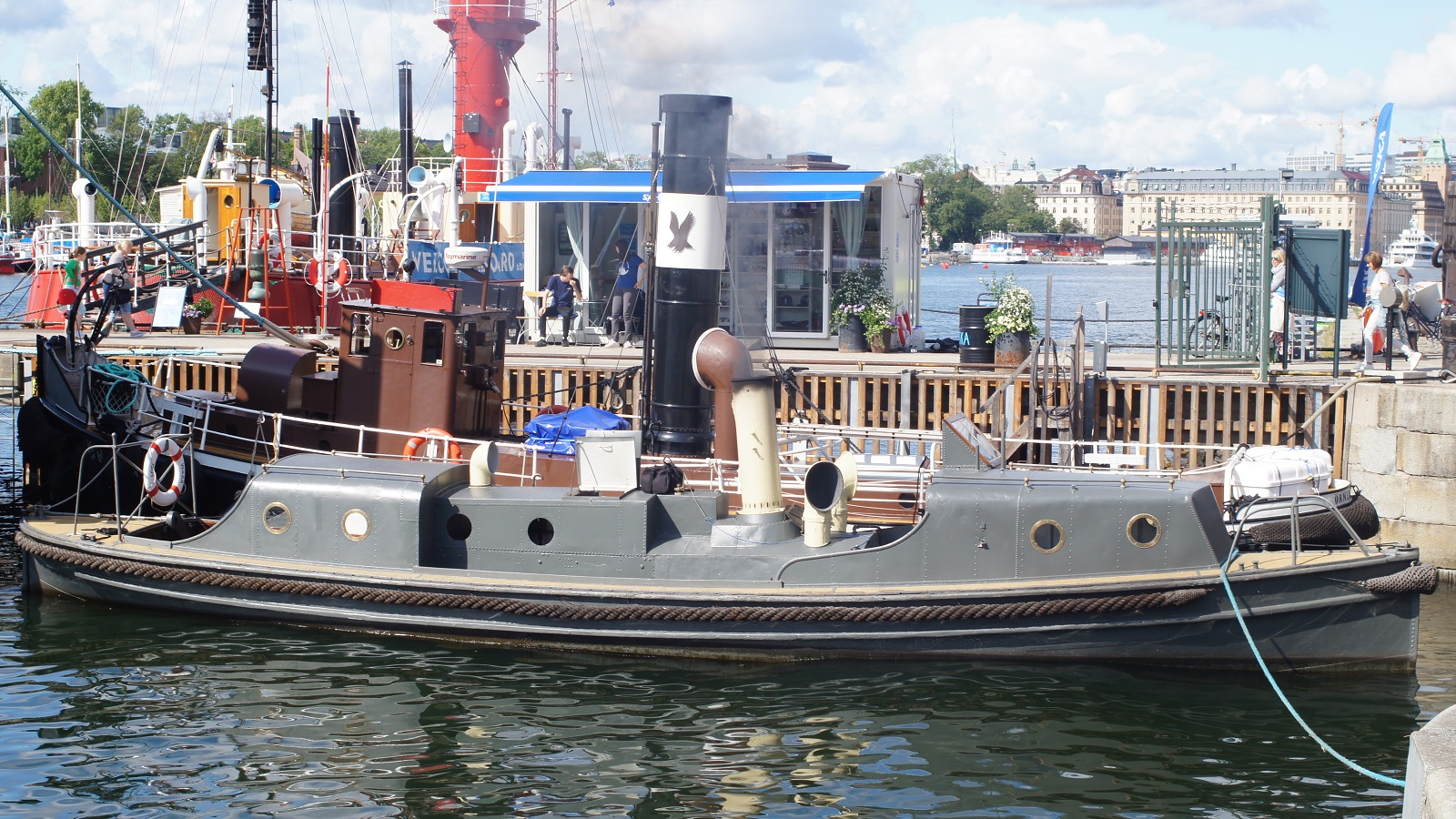
Ångslupen nr 45 (pansarskepp HMS Wasa) i Stockholm 2019

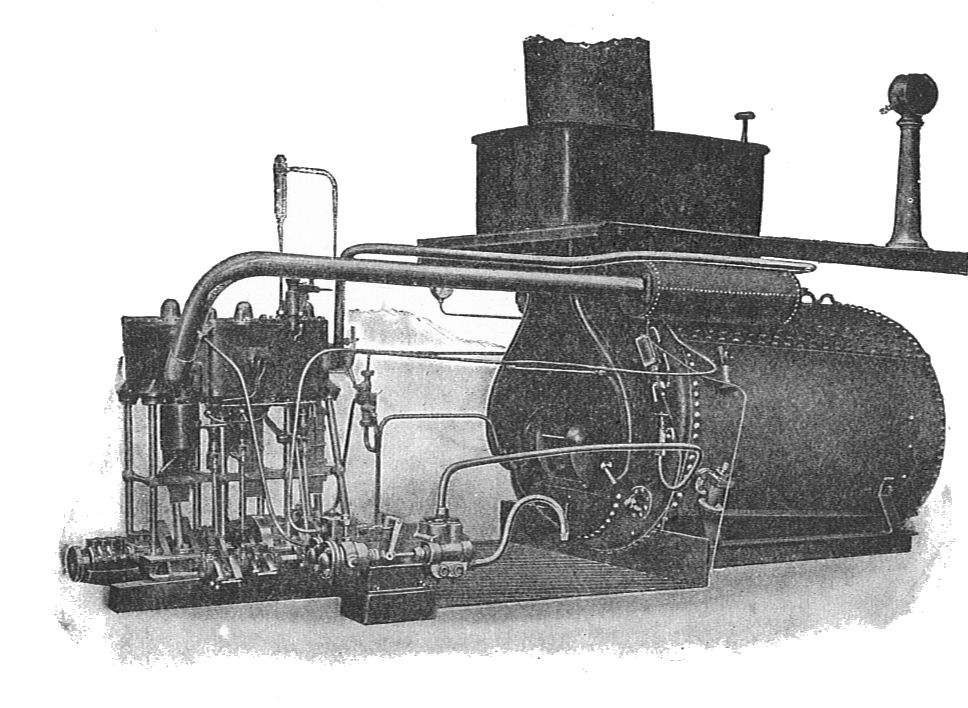
Större ångslupsmaskineri med trippelexpansion och atmosfärsikt avlopp

Ångslup är en ångmaskindriven slup, ofta en passagerar- eller lustbåt, men även som enkel bogserbåt av segelfartyg, pråmar och timmer. På Stockholms vattenvägar blev ångslupen en konkurrent till rodd- och vevslupar.
Ombord på örlogsfartygen utgjorde barkassen och slupen (den största respektive näst största skeppsbåten), i den mån de var ångdrivna , vad som sedermera kom att kallas ångslupar.

## Den typiska ångslupen
Ångslupen är en med ångmaskin försedd slup, således ett halvdäckat fartyg; endast för- och akterdäck finnes och mellan dessa ett utrymme med durkar eller – hos större ångslupar – ett nedsänkt däck.
Ångslupen är tekniskt ett stort framsteg jämfört med segelslupar. De tekniska installationerna innebär att man i alla tider gärna utfört slupen med någon form av överbyggnad – i sin enklaste form skydd mot väder och vind i form av en låg brädgång – skvättbord och stöttor för ett enkelt tak.
I passagerartrafik försågs slupen snart med inbyggd salong och i skyddade vatten som älvar och floder förekom att taket försågs med styrbrygga och kanske även ett övre däck eller rent av salong för passagerare. En stor slup kan därför utseendemässigt likna ett heldäckat passagerarångfartyg, det vill säga ett fartyg med obrutet däck.

## Pannor och maskiner
För små effekter utföres ångpannor med fördel som stående tubpannor. Endast de allra största sluparna har liggande pannor, oftast eldrörspannor i form av skotska sjöångpannor, men i enstaka fall lokomotivpannor.
Den låga effekten, i kombination med krav på prisbillighet och bästa verkningsgrad, har lett till att slupmaskinen i regel utgjordes av den äldsta typen av stående maskin med vevskiva. Till skillnad från 1850-talets fartygsmaskiner är dock den typiska slupmaskinen ej utförd med kondensering. I stället släpps avloppsångan ut i skorstenen, något som i de små sluparna med sina korta skorstenar är i det närmaste helt nödvändigt om skorstensdraget skall bli gott nog.
Liksom för större fartyg kompletterades axeln med en vev om maskinen skulle utföras för expansion i två steg (kompound) Detta förekommer även hos slupar, trots att maskinerna i dessa av ovan nämnd anledning vanligen arbetar med atmosfäriskt avlopp. 
Hos de största sluparna finner man mer sentida typer av sjömaskiner om än byggda i litet format. Således har S/S Drottningholm en trippelexpansionsmaskin  med atmosfäriskt avlopp.

## Ånga till sjöss kring 1850
I Sverige introducerades ångkraften på allvar till sjöss vid mitten av 1800-talet. Det var också då, kring 1850, som propellerfartyg med stående maskin och liggande tubpanna blev den allt sedan dess rådande praxisen för framdrivningsmaskiner tills ångan avlöstes av förbränningsmotorer.
En epok i utvecklingen är Carlsunds engagemang på Motala Verkstad. Han kom att påverka såväl maskin- som skeppsbyggnadstekniken. Det är från denna tid som mycket av formgivningen av svenska ångbåtar härrör. Carlsunds elliptiska spantlinjer och stående, encylindrig maskin med vevskiva blev standard. När båtarna blev större i storlek och maskineffekt blev dock detta utförande snart opraktiskt:
Carlsunds skrov var det skrov som gav minsta motstånd medan skrovet ännu var kort i förhållande till farten. När skroven växte på längden kunde de förses med prismatisk, jämntjock mittsektion och på så sätt göras mer lastdryga och även andra typer av avsteg från de matematiskt definierade skrovformerna blev vanliga, i synnerhet om fartygen skulle göras isgående.
Carlsunds stående encylindriga (och tvåcylindriga) maskiner med vevskiva (och vev) var självklar design så länge maskinerna var effektmässigt små men ändå kunde byggas höga. När effekt, fart och varvtal likväl som kraven på manövrerbarhet ökades gjordes maskinerna förhållandevis lägre och vevskivan försvann.
Resultatet är, att det idag endast är ångslupar som har skrov och maskiner av den renodlade form vilken var vanlig i större ångfartyg från 1850 och mer än ett halvsekel framåt.

## Sentida ångslupar
Hembyggda nyare ångslupar har ofta vattenrörpannor. Det är heller inte ovanligt med betydande avsteg från vad som är gängse i fråga om maskiner, till exempel remdrift som alternativ till direktdrift, maskiner utförda helt och hållet med vevar (och således ej vevskiva) och tvillingmaskiner i stället för kompound. Å andra sidan är teknikintresset stort, vilket medför att sådan moderna kan ha tidigare ej vanliga tekniska finesser som överhettning, expansion i tre steg (trippelexpansion) eller invändig ytkondensor.